# Bulbophyllum microtepalum
Bulbophyllum microtepalum är en orkidéart som beskrevs av Heinrich Gustav Reichenbach. Bulbophyllum microtepalum ingår i släktet Bulbophyllum och familjen orkidéer. Inga underarter finns listade i Catalogue of Life.